# 인위애정유다미
《인위애정유다미》(因為愛情有多美)는 2013년 방송되었던 중국의 드라마이다.

## 소개
- 기억을 잃은 여자의 남편 앞에 과거 첫사랑이었던 여자가 나타나게 되면서 벌어지는 이야기를 그린 드라마

## 등장 인물
- 조한앵자 (Sarah) - 린다메이 역
- 하이루 - 왕쥐한 역
- 펑관잉 - 예난디 역
- 리태 (李泰) - 린다쥔 역
- 장한윈 - 치치 역
- 서귀앵 (徐贵樱) - 탕수전 역